# Ižipovce
Ižipovce (ungarisch Izsépfalu – bis 1888 Izsépfalva) ist eine Gemeinde im Norden der Slowakei mit 98 Einwohnern (Stand 31. Dezember 2024), die zum Okres Liptovský Mikuláš, einem Teil des Žilinský kraj, gehört und zur traditionellen Landschaft Liptau gezählt wird.

## Geographie

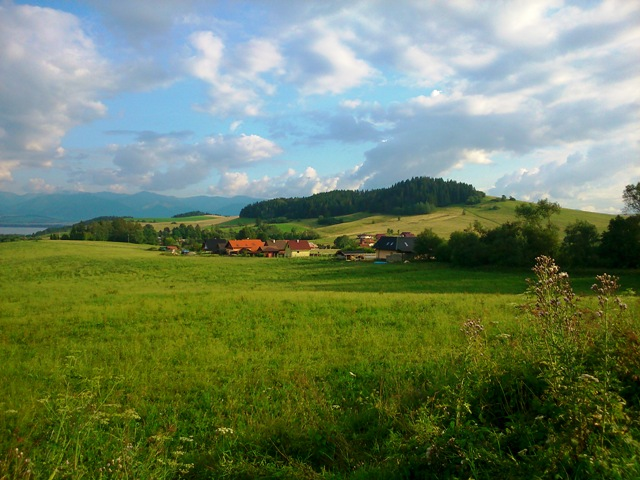
Ižipovce

Die Gemeinde befindet sich im Mittelteil des Talkessels Liptovská kotlina (Teil der größeren Podtatranská kotlina) am Übergang in das nördlich gelegene Chočgebirge. Das Ortszentrum liegt auf einer Höhe von 598 m n.m. und ist 13 Kilometer von Liptovský Mikuláš entfernt.
Nachbargemeinden sind Prosiek im Norden und Osten, Liptovská Sielnica im Südosten und Süden, Bobrovník und Bukovina im Südwesten und Liptovská Anna im Westen.

## Geschichte
Ižipovce entstand auf einem Stück Land, das Benedikt und Stephan, Söhne von Kevel in einer Donationsurkunde von Ladislaus IV. erhielten und wurde zum ersten Mal 1391 als Selniche, que nunc vocatur Isipfalva schriftlich erwähnt. Später war das Dorf Besitz von Familien wie Dobák und Čemický. 1784 hatte die Ortschaft 33 Häuser und 192 Einwohner, davon 41 Edelmänner, 1828 zählte man 19 Häuser und 184 Einwohner, die als Landwirte beschäftigt waren.
Bis 1918 gehörte der im Komitat Liptau liegende Ort zum Königreich Ungarn und kam danach zur Tschechoslowakei und schließlich zur Slowakei. Auch in der ersten tschechoslowakischen Republik blieb Landwirtschaft die Haupteinnahmequelle der Bevölkerung.
Von 1976 bis 1992 war Ižipovce Teil der Gemeinde Liptovská Sielnica.

## Bevölkerung
| Jahr                | 1994 | 2004     | 2014    | 2024    |
| ------------------- | ---- | -------- | ------- | ------- |
| Anzahl der Personen | 93   | 83       | 91      | 98      |
| Unterschied         |      | −10,75 % | +9,63 % | +7,69 % |

| Jahr                | 2023 | 2024    |
| ------------------- | ---- | ------- |
| Anzahl der Personen | 97   | 98      |
| Unterschied         |      | +1,03 % |

Nach der Volkszählung 2011 wohnten in Ižipovce 89 Einwohner, davon 86 Slowaken. Drei Einwohner machten keine Angabe zur Ethnie.
40 Einwohner bekannten sich zur Evangelischen Kirche A. B., 24 Einwohner zur römisch-katholischen Kirche sowie jeweils ein Einwohner zu den Mormonen, zur evangelisch-methodistischen Kirche und zur reformierten Kirche. 18 Einwohner waren konfessionslos und bei vier Einwohnern wurde die Konfession nicht ermittelt.